# علامة كرشتون - براون
علامة كريشتون- براون  (بالإنجليزية: Crichton-Browne sign)‏ هي علامة سريرية، والتي يوجد فيها  نقصان للحواف الخارجية للعينين والفم. وهي من العلامات المبكرة لـ الشلل العام .
وقد وصفت العلامة من قبل السير جيمس كرشتون - براون.